# Lejamaní (ort)
Lejamaní är en ort i Honduras.   Den ligger i departementet Departamento de Comayagua, i den sydvästra delen av landet, 60 km nordväst om huvudstaden Tegucigalpa. Lejamaní ligger 658 meter över havet och antalet invånare är 3 835.
Terrängen runt Lejamaní är varierad. Runt Lejamaní är det tätbefolkat, med 369 invånare per kvadratkilometer. Närmaste större samhälle är Comayagua, 11,6 km nordost om Lejamaní. Omgivningarna runt Lejamaní är en mosaik av jordbruksmark och naturlig växtlighet.